# Rubus
Rubus ist eine Pflanzengattung innerhalb der Familie der Rosengewächse (Rosaceae). Die Gattung Rubus umfasst je nach Autor etwa 500 oder mehrere tausend Arten und viele Naturhybriden. Am bekanntesten sind Brombeeren und Himbeeren.
Rubus-Arten werden vielfältig genutzt, beispielsweise die Früchte, die bei Mensch und Tier beliebte Nahrung sind.
Die Wissenschaft von den Brombeeren und Himbeeren wird auch Batologie genannt.

## Beschreibung

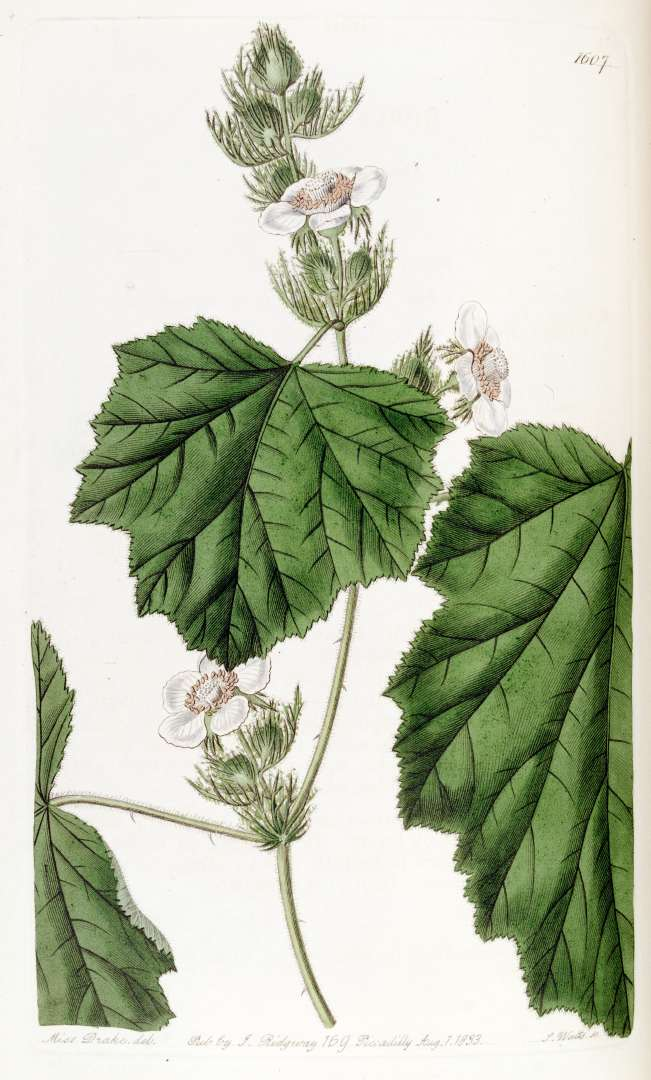
Untergattung Malachobatus: Rubus alceifolius: Illustration

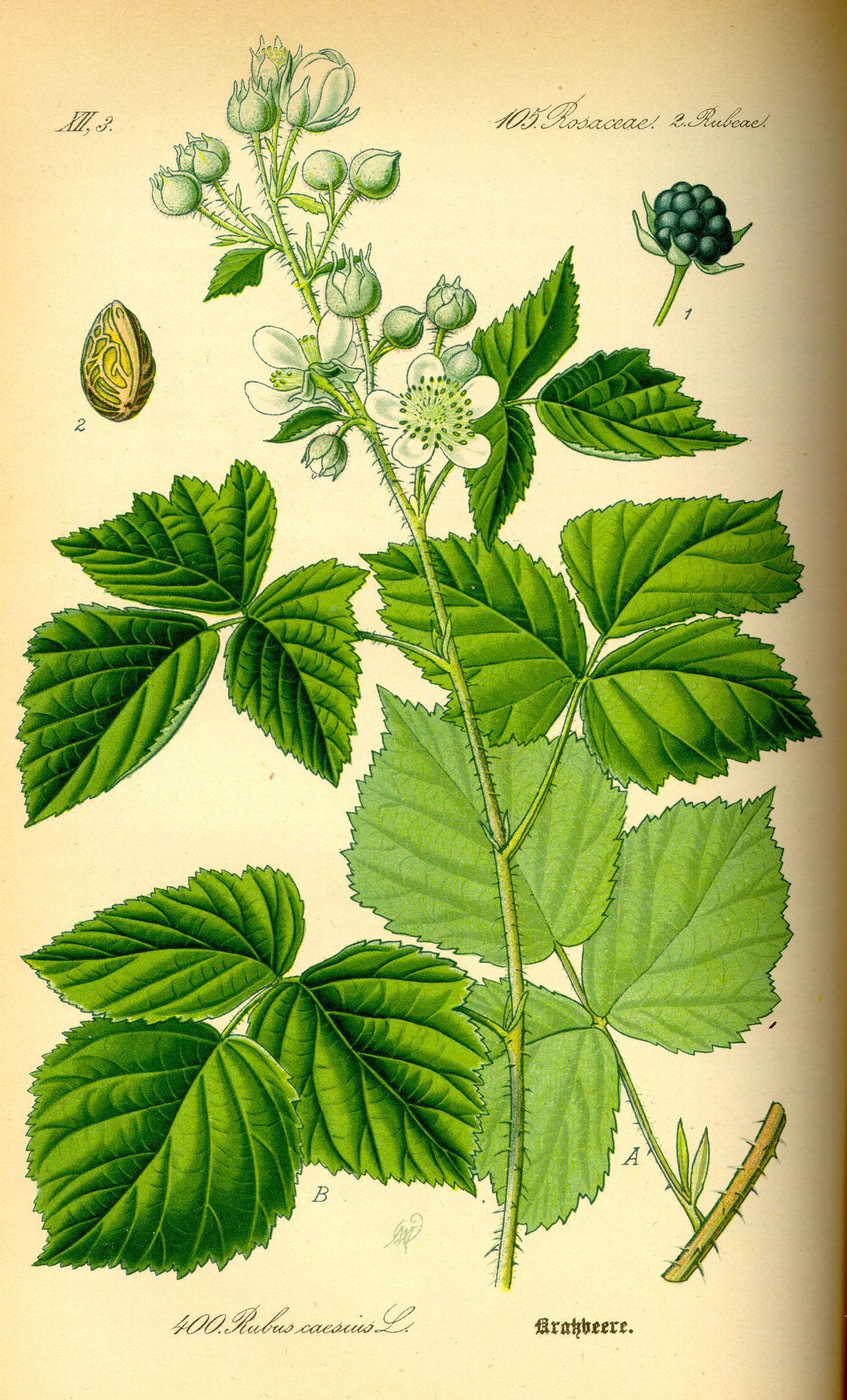
Untergattung Rubus: Allegheny-Brombeere (Rubus allegheniensis): Illustration

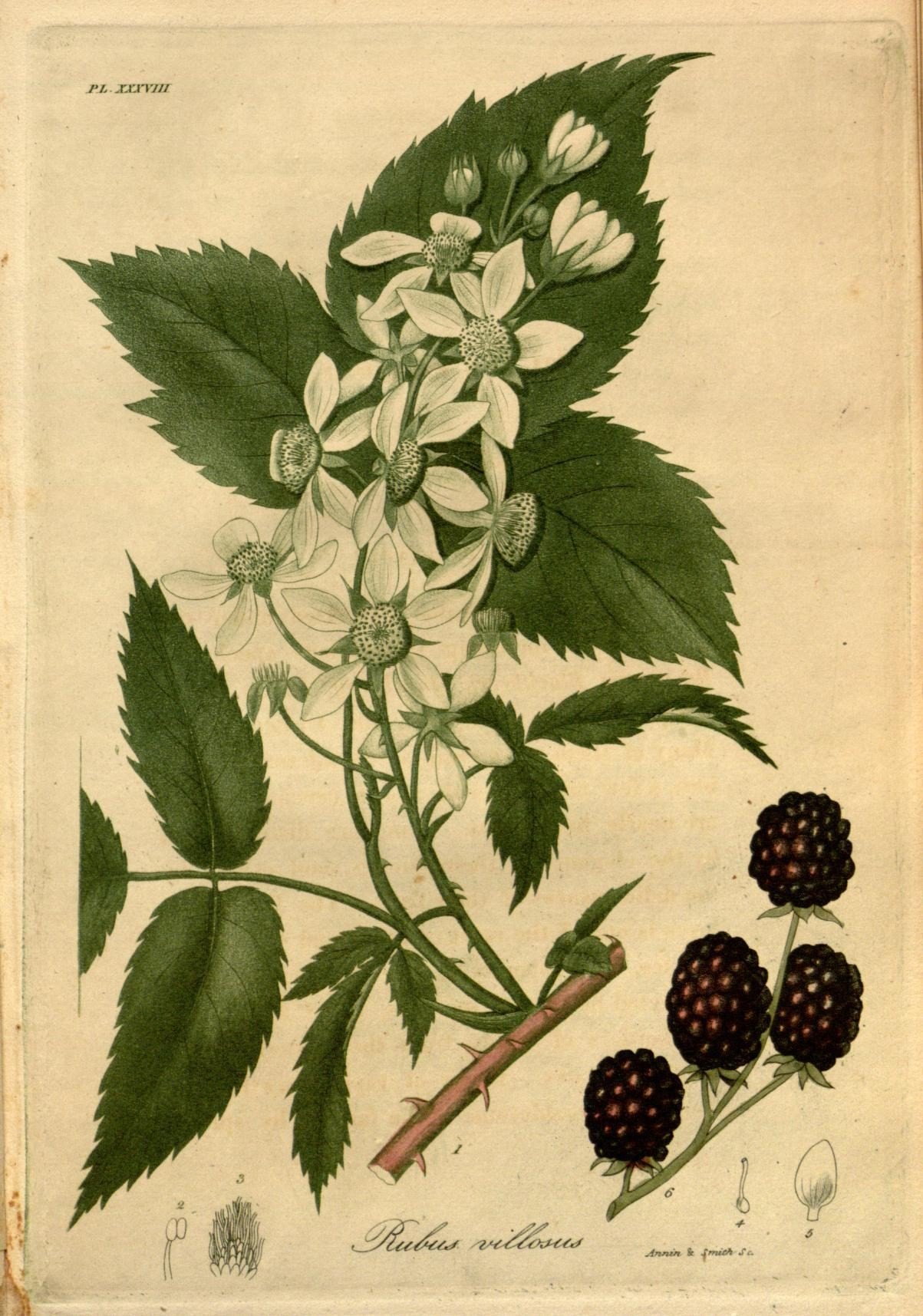
Untergattung Rubus: Kratzbeere (Rubus caesius): Illustration aus American Medical Botany

### Vegetative Merkmale
Rubus-Arten sind üblicherweise Sträucher, Halbsträucher oder seltener ausdauernde, zwei- oder selten einjährige krautige Pflanzen, die Wuchshöhen von 5 bis 300, selten bis zu 500 Zentimetern erreichen. Je Pflanzenexemplar werden eine bis einige Sprossachsen gebildet. Je nach Art sind die stielrunden oder kantigen Sprossachsen kletternd, klimmend, überwölbend, kriechend oder liegend, aufsteigend, selten aufrecht. An den Sprossachsen können an Knoten oder oberen Enden Wurzeln gebildet werden. Viele oberirdische Pflanzenteile, vor allem der Sprossachse, sind selten unbestachelt, fast immer mehr oder weniger dicht bestachelt. Die Stacheln sind aufrecht bis zurückgebogen, schwach oder kräftig und können an ihrer Basis breit sein. Es können auch Borsten vorhanden sein. Die Pflanzenteile sind kahl oder behaart, dabei können die Trichome ganz unterschiedlich drüsig sein.
Meist sind die Rubus-Arten laubwerfend, nur wenige Arten sind immergrün. Die wechselständig angeordneten Laubblätter sind in Blattstiel und Blattspreite gegliedert. Die häutigen bis mehr oder weniger ledrigen Blattspreiten sind verbunden gefiedert, handförmig oder fußförmig oder einfach, dann aber gelappt. Die am Ansatz des Blattstiels oder an der Verbindungsstelle von Zweig und Blattstiel sitzenden Nebenblätter sind mit der Basis des Blattstieles mehr oder weniger, untereinander aber nicht verwachsen. Die Nebenblätter sind fadenförmig oder elliptisch bis eiförmig mit glatten Rändern.

### Generative Merkmale
Die sehr unterschiedlich aufgebauten Blütenstände sind end- oder seitenständig, geschlossen, aufwendig verzweigt oder schwach bis nicht verzweigt und halten wenige bis viele Blüten, selten sind sie stark reduziert und enthalten annähernd nur eine bis wenige Blüten. Es sind meist Tragblätter, aber keine Deckblätter vorhanden. Es sind Blütenstiele vorhanden.
Die Blüten sind meist zwittrig; selten sind sie eingeschlechtig, dann sind die Pflanzenexemplare zweihäusig getrenntgeschlechtig (diözisch). Die Blüten sind radiärsymmetrisch und in der Regel fünfzählig mit doppelter Blütenhülle. Die Blüten weisen Durchmesser von 5 bis 80 Millimetern auf. Die ringförmigen Blütenbecher (Hypanthium) sind bei Durchmessern von 3 bis 10 Millimetern tassen- bis untertassenförmig. Die fünf oft ungleichmäßigen und an den Rändern gelappten, grünen Kelchblätter sind aufrecht, ausgebreitet bis zurückgebogen und liegen schuppenförmig übereinander. Die meist fünf, selten mehr oder fehlenden, freien Kronblätter sind fast kreisförmig bis elliptisch, verkehrt-eiförmig oder spatelförmig. Die Farben der Kronblätter reichen von weiß über rosafarben bis hin zu rot.
Es sind 20 bis über 100 Staubblätter vorhanden, die kürzer bis länger als die Kronblätter sein können. Die dünnen Staubfäden sind unverwachsen. Die meist vielen freien fadenförmigen und glatten oder behaarten Fruchtblätter sitzen auf dem konvexen Blütenboden. Die Narben sind kopfig oder gespalten. Von den beiden Samenanlagen entwickelt sich meist nur eine.
Die umgangssprachlich als „Beere“ bezeichneten Früchte sind eigentlich Sammelsteinfrüchte aus meist 5 bis 100 (1 bis 150) Steinfrüchten. Die trockenen bis fleischigen, einsamigen Steinfrüchte sind bei einer Länge von 5 bis 20 Millimetern kugelig oder zylindrisch. Die Außenhaut der einzelnen Steinfrüchte (das Exokarp) ist schwarz, rot, orangefarben, gelb oder weiß, das Fruchtfleisch (Mesokarp) ist fleischig bzw. saftig und das Endokarp hart und fest. Die Steinfrüchte hängen zusammen, gelegentlich so lose, dass sie beim Abfallen (möglich mit oder ohne Fruchtboden) vereinzeln. An den Früchten sind meist, die dann zurückgekrümmten Kelchblätter und der Blütenbecher vorhanden. Die Samen haben eine dünne Samenschale und nur sehr wenig Endosperm.

### Chromosomensätze
Die Chromosomengrundzahl beträgt x = 7 und die Chromosomenzahl beträgt 2n = 14 oder ein Mehrfaches davon, bis hin zu 2n = 98.

## Vorkommen
Die Gattung Rubus ist annähernd weltweit verbreitet. Die Arten besiedelten ursprünglich offene Standorte sowie Wälder. Vereinzelt haben sich von Menschen verschleppte Arten zu invasiven Pflanzen entwickelt.

## Systematik

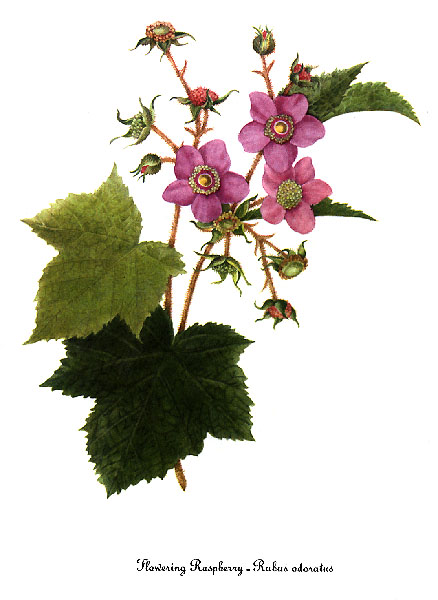
Untergattung Anoplobatus: Zimt-Himbeere (Rubus odoratus): Illustration von Mary Vaux Walcott

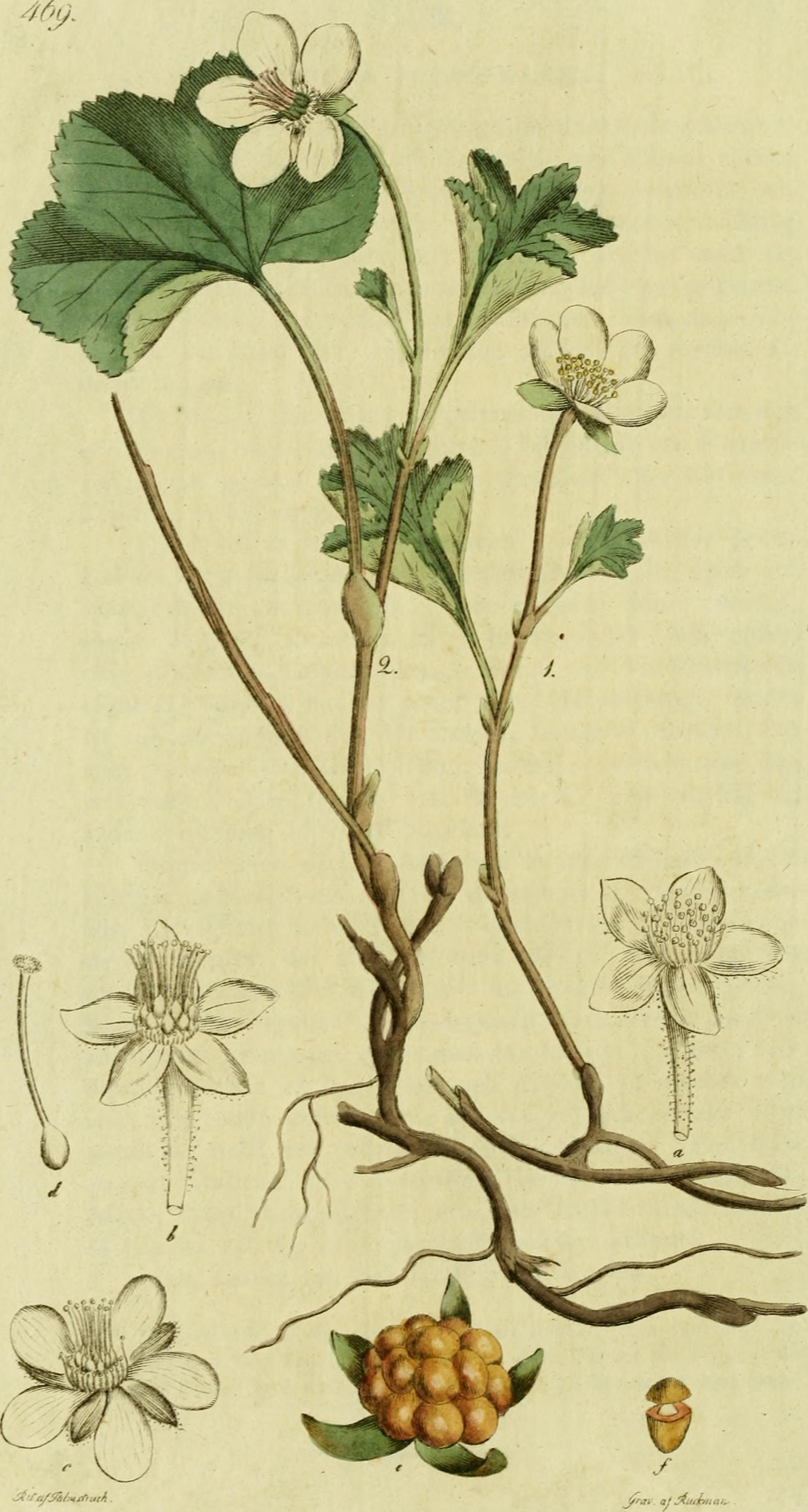
Untergattung Chamaemorus: Rubus chamaemorus: Illustration aus Svensk Botanik, 1812

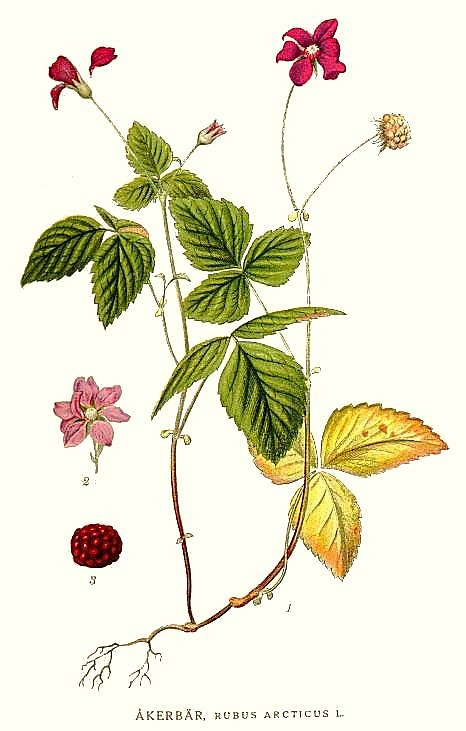
Untergattung Cylactis: Allackerbeere (Rubus arcticus): Illustration

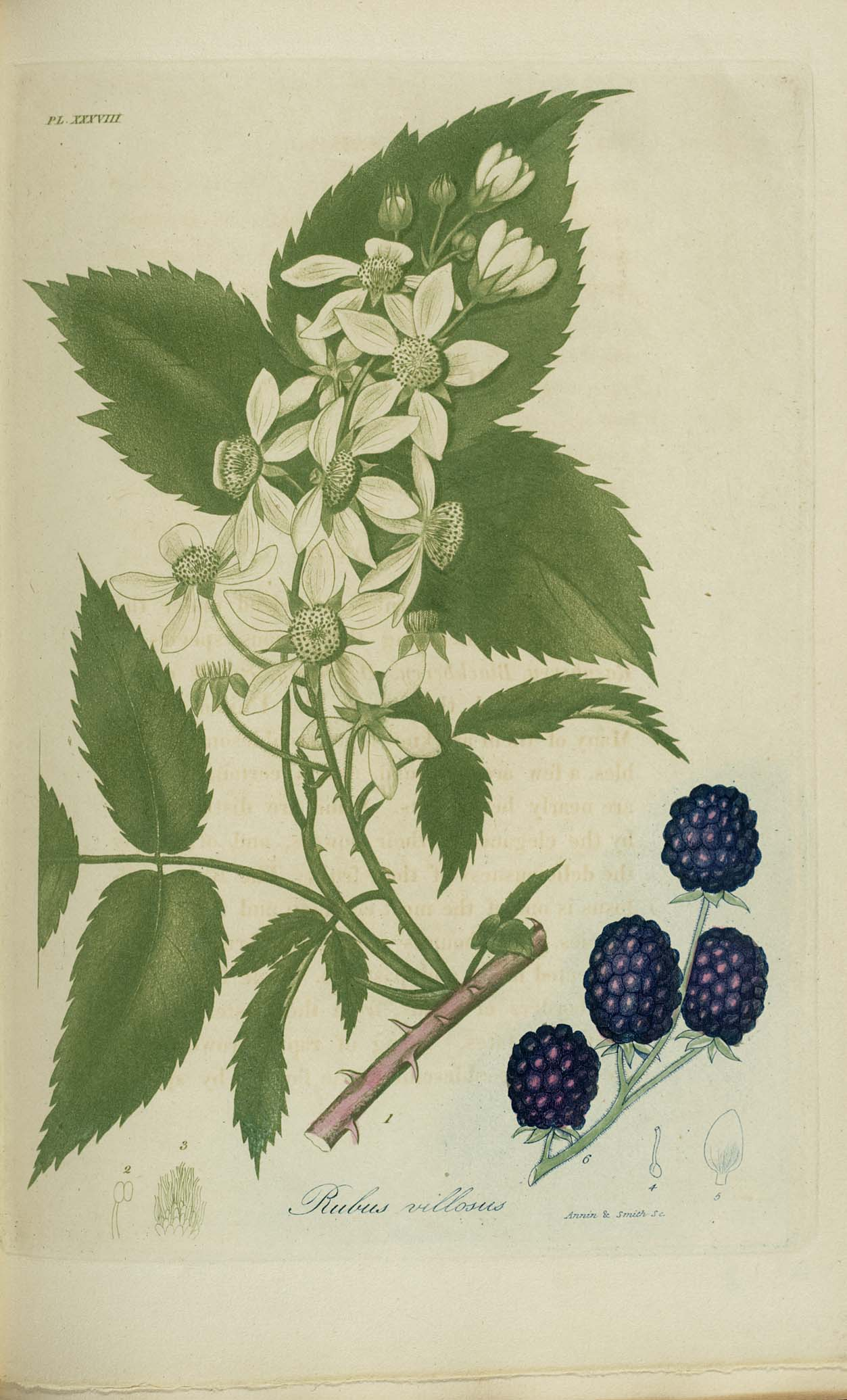
Untergattung Idaeobatus Rubus corchorifolius: Illustration aus Annin, Smith: American Medical Botany

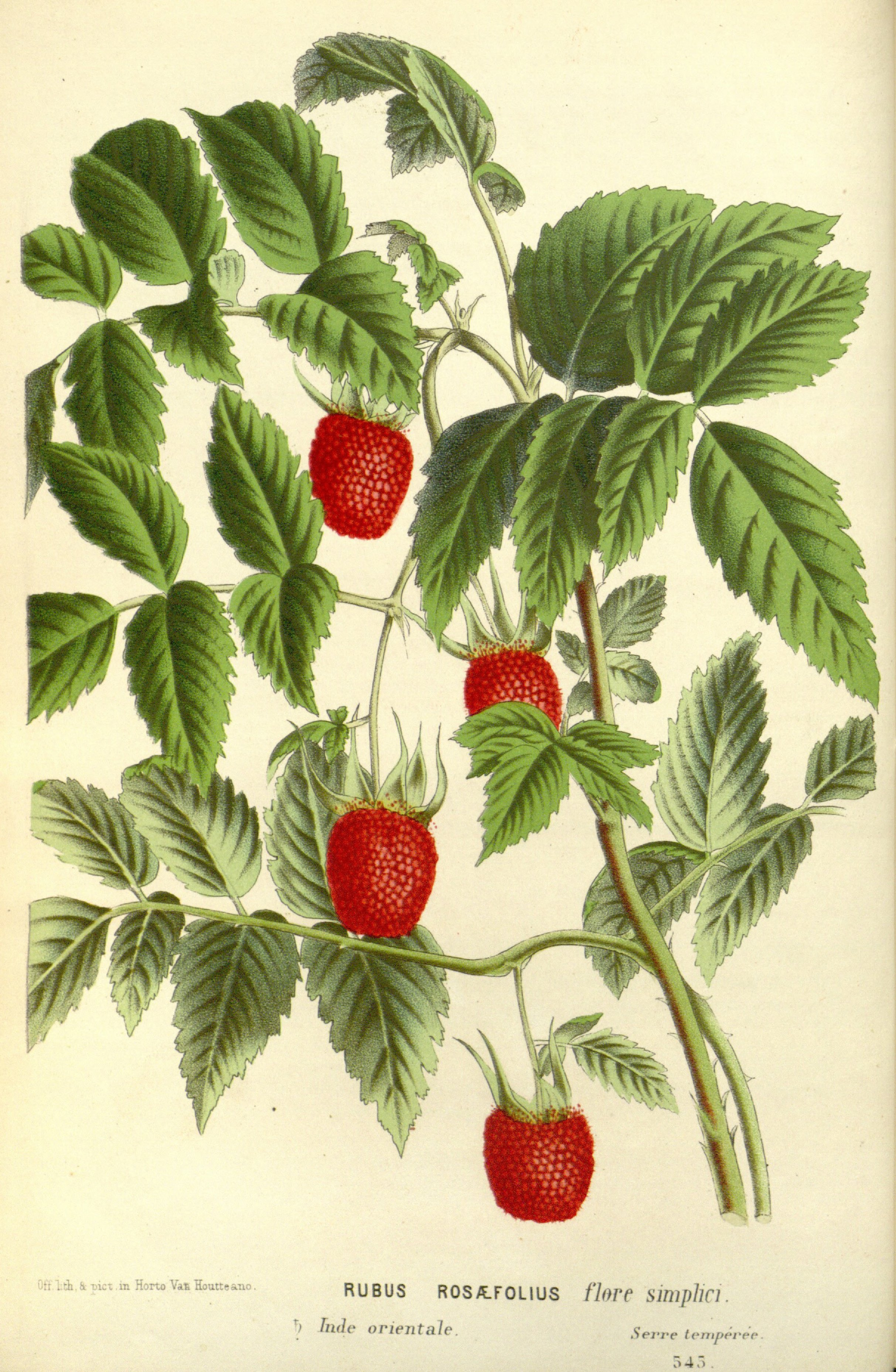
Untergattung Idaeobatus: Rubus rosifolius: Illustration aus Flore des serres, Volume 17

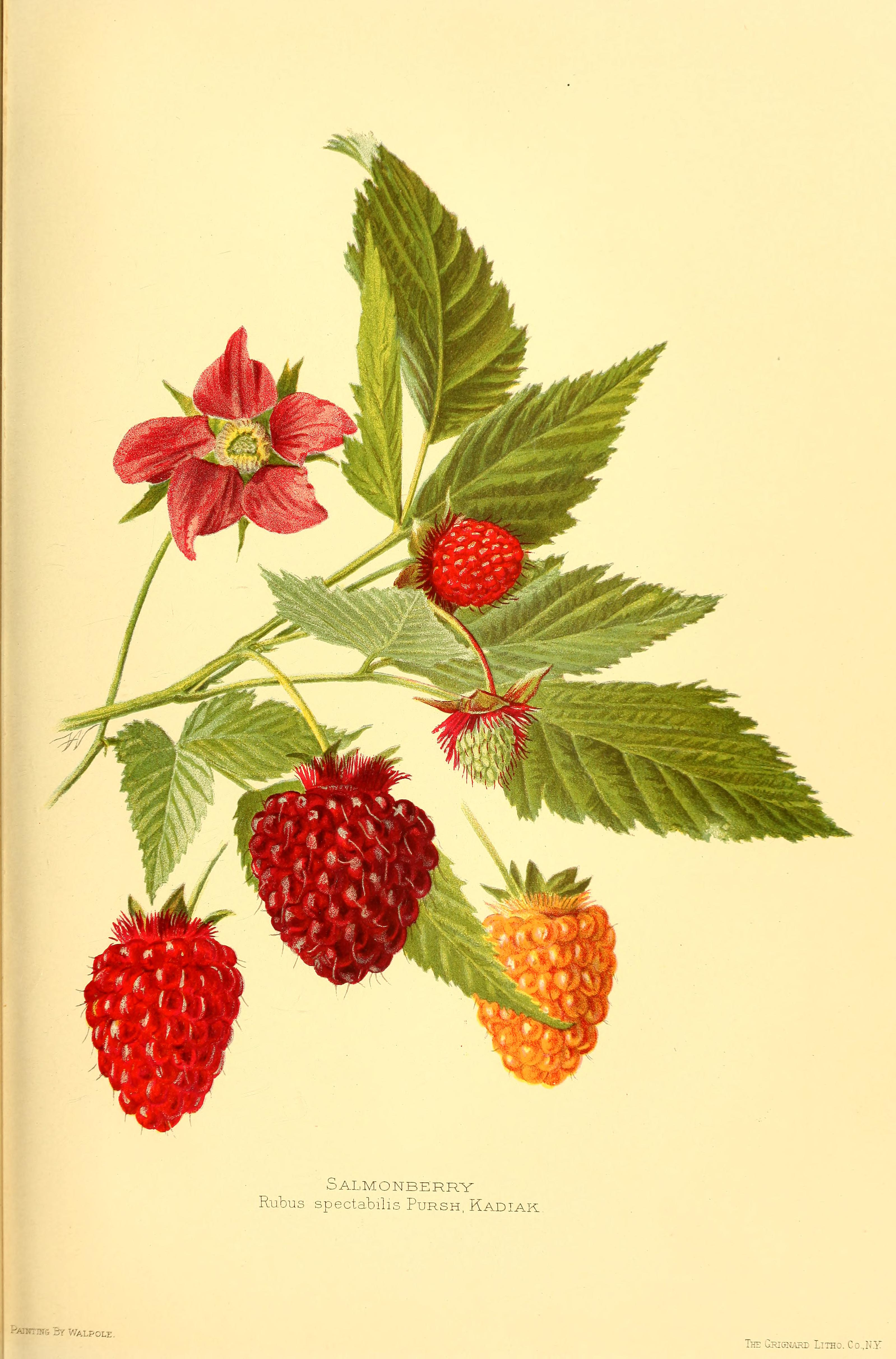
Untergattung Idaeobatus Pracht-Himbeere (Rubus spectabilis): Illustration

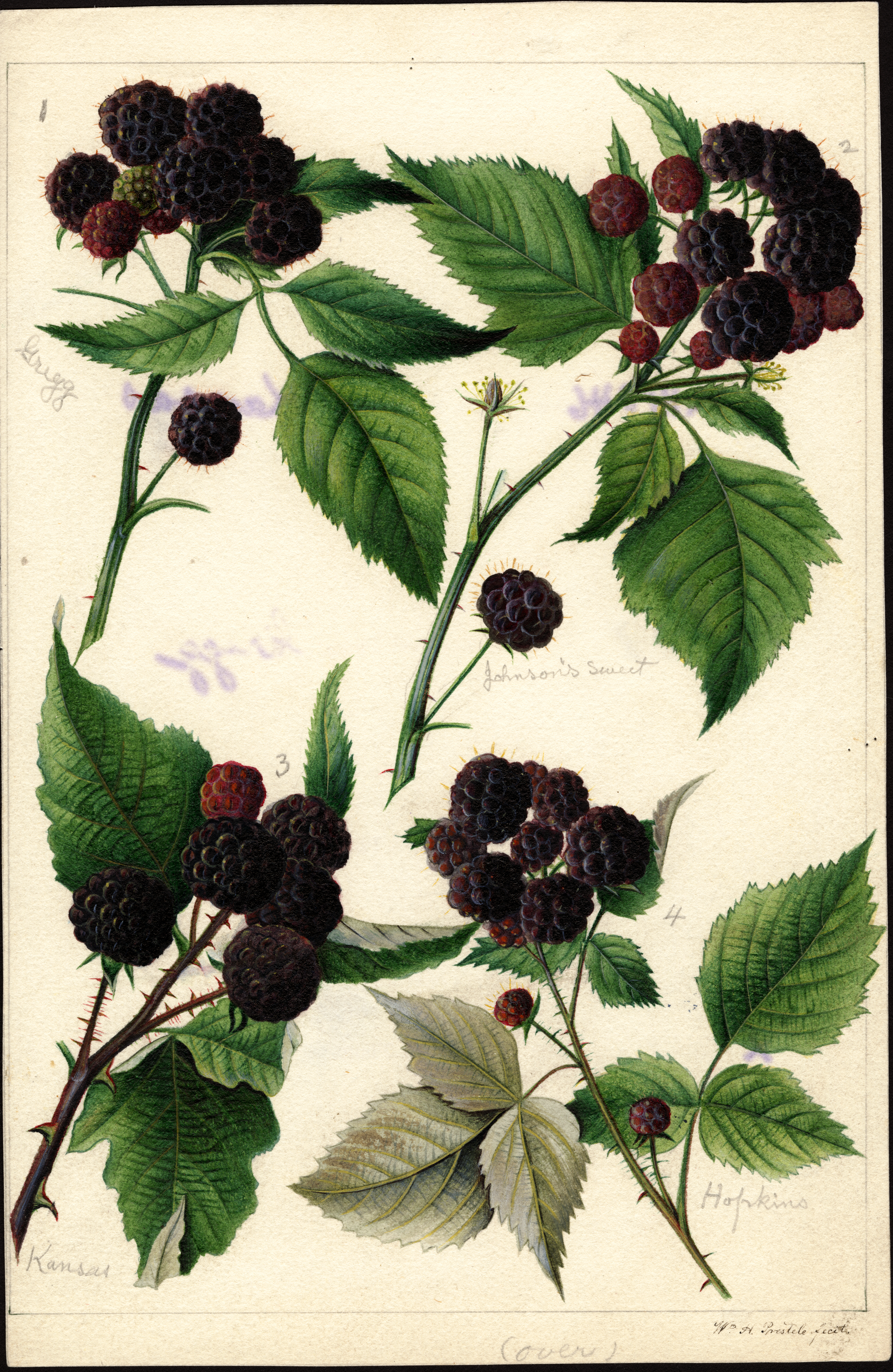
Untergattung Idaeobatus: Rubus occidentalis: Illustration

### Etymologie
Der Gattungsname Rubus ist die alte lateinische Bezeichnung der Brombeeren. Er leitet sich vermutlich von einer rekonstruierten indogermanischen Wurzel *reub- (reißen) ab, etwa in der Bedeutung von „Strauch, an dem man sich reißt“. Eine Ableitung vom lateinischen Wort ruber für „rot“ wird auch überlegt.

### Äußere Systematik
Die Gattung Rubus wird traditionell in die Tribus Potentilleae in der Unterfamilie Rosoideae innerhalb der Familie Rosaceae gestellt. D. Potter et al. haben sie 2007 bei ihrer Revision der Familie Rosaceae mit der Gattung Rosa ohne Zuordnung zu einer Tribus in die neue Supertribus Rosodae gestellt.

### Botanische Geschichte
Die Gattung wurde von Wilhelm Olbers Focke 1888 in drei große Untergattungen unterteilt, nämlich die Brombeeren (Rubus), Malachobatus und Idaeobatus, sowie einige weitere, meist artenarme oder monotypische Untergattungen; die Einteilung gilt aber insbesondere in Bezug auf die kleinen Untergattungen als stark revisionsbedürftig. Ohne die Arten der Untergattung Rubus umfasst die Gattung rund 250 Arten. Eine Übersicht über diese Untergattung mit den eigentlichen Brombeeren um die Sammelarten Echte Brombeere (Rubus fruticosus agg.) und Haselblatt-Brombeere (Rubus corylifolius agg.) gestaltet sich als sehr schwierig. Vor allem erstere, der Komplex Rubus fruticosus / Rubus caesius, eine Gruppe, die zu einem kleineren Anteil aus sich sexuell vermehrenden, diploiden und selbststerilen Arten, größtenteils jedoch aus apomiktisch sich reproduzierenden, polyploiden Arten hybriden Ursprungs zusammensetzt, erschwert eine Bearbeitung, denn die Untergattung umfasst mehrere Tausend Arten. Nach Heinrich Egon Weber 2005 sind alleine für Europa 2000 Arten oder Kleinarten beschrieben, in Deutschland existieren rund 400, damit machen sie mehr als 10 % aller Bedecktsamer der deutschen Flora aus.
Es gibt auch andere Gliederungen dieser Gattung.

### Innere Systematik
Nach molekulargenetischen Daten wurde durch Carter et al. 2019 die Gattung Rubus mit ihren etwa 500 Arten und vielen Naturhybriden in zwölf Untergattungen gegliedert. In dieser Arbeit zeigt sich, dass die meisten der dort aufgeführten Untergattungen nicht monophyletisch sind, also weitere Studien erforderlich sind, um die natürlichen Verwandtschaften zu klären.
- Untergattung Anoplobatus Focke:[7]
  - Rubus aboriginum Rydb.
  - Rubus aliceae L.H.Bailey
  - Rubus deliciosus Torr.
  - Rubus koehleri Weihe & Nees
  - Rubus neomexicanus A.Gray
  - Zimt-Himbeere (Rubus odoratus L.)
  - Weiße Zimthimbeere (Rubus parviflorus Nutt.)
- Untergattung Chamaebatus Focke:[7]
  - Rubus calycinus Wall. ex D.Don[1]
  - Rubus hayata-koidzumii Naruh.
  - Rubus nivalis Douglas
  - Rubus pectinellus Maxim.
- Untergattung Chamaemorus Focke:[7]
  - Moltebeere (Rubus chamaemorus L.)[8][1][2]
  - Rubus pseudochamaemorus Tolm.
- Untergattung Comaropsis:[7] Es gibt nur eine Art:
  - Rubus geoides Sm.
- Untergattung Cylactis (Raf.) Focke:[7]
  - Allackerbeere (Rubus arcticus L.)[1][2]
  - Rubus fockeanus Kurz
  - Rubus humulifolius C.A.Mey.
  - Rubus lasiococcus A.Gray
  - Rubus pedatus Sm.
  - Steinbeere (Rubus saxatilis L.)
  - Rubus sierrae Laferr.
  - Goldbeere (Rubus xanthocarpus Bureau & Franch.)
- Untergattung Diemenicus A.R.Bean:[7]
  - Rubus gunnianus Hook.
- Untergattung Dalibardastrum (Focke) T.T.Yu & L.T.Lu:[7]
  - Rubus amphidasys Focke
  - Himalaja-Himbeere (Rubus nepalensis (Hook. f.) Kuntze)
  - Rubus tricolor Focke
  - Rubus tsangiorum Hand.-Mazz.
- Untergattung Idaeobatus (Focke) Focke:[7]
  - Rubus acuminatissimus Hassk.
  - Rubus adenophorus Rolfe[1] (Syn.: Rubus sagatus Focke)
  - Rubus alexeterius Focke[1]
  - Rubus alpestris Blume
  - Rubus amabilis Focke[1]
  - Rubus apetalus Poir.
  - Rubus archboldianus Merr. & L.M.Perry
  - Rubus aurantiacus Focke ex Sarg.[1]
  - Rubus biflorus Buch.-Ham. ex Sm.[1]
  - Rubus chingii Hu[1]
  - Rubus cockburnianus Hemsl.
  - Rubus columellaris Tutcher
  - Rubus copelandii Merr.
  - Rubus corchorifolius L.f.
  - Rubus coreanus Miq.
  - Rubus crataegifolius Bunge
  - Rubus croceacanthus H.Lév.
  - Rubus ellipticus Sm.
  - Rubus eustephanos Focke
  - Rubus flosculosus Focke
  - Rubus fraxinifolius Poir.
  - Rubus glabricarpus Cheng
  - Rubus grayanus Maxim.
  - Rubus hawaiensis A.Gray
  - Rubus hirsutus Thunb.
  - Rubus hoffmeisterianus Kunth & C.D.Bouché
  - Rubus hypargyrus Edgew.
  - Himbeere (Rubus idaeus L.)
  - Erdbeer-Himbeere (Rubus illecebrosus Focke)
  - Rubus innominatus S.Moore
  - Rubus inopertus (Focke ex Diels) Focke
  - Rubus irritans Focke
  - Rubus komarovii
  - Rubus lasiostylus Focke
  - Oregon-Himbeere (Rubus leucodermis Douglas ex Torr. & A.Gray)
  - Rubus ludwigii Eckl. & Zeyh.
  - Rubus lutescens Boulay
  - Rubus macilentus Jacquem. ex Cambess.
  - Rubus macraei A.Gray
  - Rubus mesogaeus Focke ex Diels
  - Rubus microphyllus L.f.
  - Rubus minusculus H.Lév. & Vaniot
  - Rubus niveus Thunb.
  - Schwarze Himbeere (Rubus occidentalis L.)
  - Rubus palmatus Thunb.
  - Rubus parvifolius L.
  - Rubus peltatus Maxim.
  - Rubus pentagonus Wall.
  - Japanische Weinbeere (Rubus phoenicolasius Maxim.)
  - Rubus pileatus Focke
  - Rubus pinfaensis H.Lév. & Vaniot
  - Rubus pinnatus Willd.
  - Rubus probus L.H.Bailey
  - Rubus pungens Cambess.
  - Rubus queenslandicus A.R.Bean
  - Rubus racemosus Roxb.
  - Rubus rigidus Sm.
  - Rubus rosifolius Sm.
  - Rubus sachalinensis H.Lév.
  - Rubus simplex Focke
  - Pracht-Himbeere (Rubus spectabilis Pursh)
  - Rubus stans Focke
  - Amerikanische rote Himbeere (Rubus strigosus Michx.)
  - Rubus suavissimus S.K.Lee
  - Rubus subornatus Focke
  - Rubus sumatranus Miq.
  - Rubus teledapos Focke ex Diels
  - Rubus thibetanus Franch.
  - Rubus trianthus Focke
  - Rubus trifidus Thunb.
  - Rubus vernus Focke
- Untergattung Lampobatus Focke:[7]
  - Rubus acanthophyllos Focke
  - Rubus adenothallus Focke
  - Rubus adenotrichos Schltdl.
  - Rubus betonicifolius Focke
  - Rubus bogotensis Kunth
  - Rubus briareus Focke
  - Rubus bullatus Rusby
  - Rubus choachiensis A.Berger
  - Rubus coriaceus Poir.
  - Rubus costaricanus Liebm.
  - Rubus eggersii Rydb.
  - Rubus eriocarpus Liebm.
  - Rubus fagifolius Cham. & Schltdl.
  - Rubus florulentus Braeucker
  - Rubus gachetensis A.Berger
  - Rubus giganteus Genev.
  - Rubus glabratus Kunth
  - Andenbrombeere (Rubus glaucus Benth.)
  - Rubus hondurensis L.H.Bailey
  - Rubus imperialis Cham. & Schltdl.
  - Rubus irasuensis Liebm.
  - Rubus macvaughianus Rzed. & Calderón
  - Rubus megalococcus Focke
  - Rubus nubigenus Kunth
  - Rubus peruvianus Fritsch
  - Rubus roseus Poir.
  - Rubus sapidus Schltdl.
  - Rubus shankii Standl. & L.O.Williams
  - Rubus trichomallus Schltdl.
  - Rubus turquinensis Rydb.
- Untergattung Malachobatus (Focke) Focke:[7]
  - Rubus acuminatus Sm.[1]
  - Rubus alceifolius Poir.[1]
  - Rubus assamensis Focke[1]
  - Kletter-Himbeere (Rubus bambusarum Focke)[1]
  - Rubus buergeri Miq.[1]
  - Rubus chroosepalus Focke[1]
  - Rubus chrysophyllus Reinw. ex Miq.
  - Rubus elongatus Sm.
  - Rubus fairholmianus Gardner
  - Rubus flagelliflorus Focke ex Diels
  - Rubus fockei Braeucker
  - Rubus formosensis Kuntze
  - Rubus gardnerianus
  - Rubus glomeratus Blume
  - Rubus henryi Hemsl. & Kuntze
  - Rubus hunanensis Hand.-Mazz.
  - Rubus ichangensis Hemsl. & Kuntze
  - Rubus irenaeus Focke
  - Rubus kawakamii Hayata
  - Rubus lambertianus Ser.
  - Rubus lineatus Reinw. ex Blume
  - Rubus moluccanus L.
  - Rubus multibracteatus Boulay & Pierrat
  - Rubus paniculatus Sm.
  - Rubus parkeri Hance
  - Rubus pseudosieboldii Makino
  - Rubus pyrifolius Sm.
  - Rubus rolfei S.Vidal
  - Rubus rugosus Sm.
  - Rubus setchuenensis Bureau & Franch.
  - Rubus sieboldii Blume
  - Rubus splendidissimus Hara
  - Rubus swinhoei Hance
  - Rubus tephrodes Hance
  - Rubus tiliaceus Liebm.
  - Rubus wardii Merr.
  - Rubus xanthoneurus Focke ex Diels
- Untergattung Micranthobatus (Fritsch) Kalkman:[7]
  - Rubus australis G.Forst.
  - Rubus cissoides A.Cunn.
  - Rubus moorei F.Muell.
  - Rubus nebulosus A.R.Bean
  - Rubus parvus Buchanan
  - Rubus schmidelioides A.Cunn.
  - Rubus squarrosus Fritsch
- Untergattung Orobatus:[7] Es gibt nur eine Art:
  - Rubus loxensis Benth.
- Untergattung Rubus (Syn.: Subgenus Eubatus):[7] Sie wird in etwa sechs Sektionen gegliedert:
  - Sektion Allegheniensis:
    - Allegheny-Brombeere (Rubus allegheniensis Porter)[2]
    - Rubus alumnus L.H.Bailey[8]
    - Rubus pennus L.H.Bailey

  - Sektion Arguti:
    - Rubus abactus L.H.Bailey
    - Rubus andrewsianus Blanch.
    - Rubus argutus Link
    - Rubus frondosus Bigelow
    - Rubus orarius Blanch.
    - Rubus ostryifolius Gand.
    - Rubus pensilvanicus Poir.
    - Rubus recurvans Blanch.

  - Sektion Caesii: Es gibt nur eine Art:
    - Kratzbeere (Rubus caesius L.)[1][2]

  - Sektion Canadenses:
    - Rubus canadensis L.[8][2]
    - Rubus kennedyanus Fernald

  - Sektion Corylifolii:
    - Rubus adenoleucus Chaboiss.[8]
    - Rubus aureolus Allander[8]
    - Rubus babingtonianus W.C.R.Watson
    - Rubus britannicus W.M.Rogers[8]
    - Rubus camptostachys G.Braun
    - Rubus conjungens (Bab.) Warren
    - Rubus cyclomorphus H.E.Weber
    - Rubus dissimulans Lindeb.
    - Rubus dumetorum Schltdl.
    - Rubus eluxatus Neuman
    - Rubus fabrimontanus Sprib.
    - Rubus fioniae Frid. ex F.Aresch.
    - Rubus gothicus Frid. & Gelert
    - Rubus lamprocaulos G.Braun
    - Rubus mortensenii (Frid. & Gelert) E.H.L.Krause
    - Rubus nemorosus Hayne ex Willd.
    - Rubus seebergensis Pfuhl ex Sprib.
    - Rubus tuberculatus Bab
    - Rubus wahlbergii Godr.

  - Sektion Cuneifolii: Es gibt nur eine Art:
    - Rubus cuneifolius Pursh

  - Sektion Flagellares:
    - Rubus arundelanus Blanch.
    - Rubus biformispinus Blanch.
    - Rubus deamii L.H.Bailey
    - Rubus enslenii Tratt.
    - Rubus flagellaris Willd.

  - Sektion Hispidi: Es gibt nur eine Art:
    - Rubus hispidus L.

  - Sektion Rubus (die eigentlichen Brombeeren, in mancher Literatur wird sie als Rubus fruticosus agg. bezeichnet):
    - Rubus acheruntinus Ten.
    - Rubus adornatus Wirtg.[8]
    - Rubus adspersus Weihe ex H.E.Weber[8]
    - Rubus ahenifolius W.C.R.Watson
    - Rubus alterniflorus P.J.Müll. & Lefèvre
    - Rubus ammobius Buchenau & Focke[8]
    - Rubus amplificatus Lees[8]
    - Rubus anglocandicans[8]
    - Rubus angustifrons Sudre
    - Armenische Brombeere (Rubus armeniacus Focke)[8]
    - Rubus arrhenii (Lange) Lange
    - Rubus atrichantherus E.H.L.Krause
    - Rubus axillaris Weihe ex Lej. & Courtois
    - Rubus bakerianus W.C.Barton & Ridd.
    - Rubus bavaricus (Focke) Utsch[8]
    - Rubus bayeri Focke
    - Rubus bertramii G.Braun[8]
    - Rubus bifrons Vest[8][2]
    - Rubus bloxamianus Coleman ex Purchas[8]
    - Rubus bloxamii (Bab.) Lees[8]
    - Rubus bollei Focke[8]
    - Rubus boraeanus Genev.[8]
    - Rubus braeuckeri G.Braun[8]
    - Rubus bregutiensis A.Kern. ex Focke[8]
    - Rubus calvatus Lees ex A.Bloxam[8]
    - Rubus canescens DC.
    - Rubus cardiophyllus Lefèvre & P.J.Müll.[8]
    - Rubus caucasicus Focke[8]
    - Rubus chlorocladus Sudre
    - Rubus chlorothyrsos Focke
    - Rubus chrysoxylon (W.M.Rogers) W.C.R.Watson
    - Rubus cimbricus Focke
    - Rubus cissburiensis W.C.Barton & Ridd.
    - Rubus clusii Borbás
    - Rubus colemannii Bloxam
    - Rubus concolor Wall.
    - Rubus conothyrsoides H.E.Weber
    - Haselblatt-Brombeere (Rubus cordifolius und Rubus corylifolius agg.)
    - Rubus cyri Juz.
    - Rubus dasyphyllus (W.M.Rogers) Vachell
    - Rubus divaricatus P.J.Müll.
    - Rubus diversus W.C.R.Watson
    - Rubus drejeri Jensen
    - Rubus dumnoniensis Bab.
    - Rubus echinatoides (W.M.Rogers) Dallman
    - Rubus echinatus Lindl.
    - Rubus egregius Focke
    - Rubus eianus
    - Rubus ergii
    - Rubus errabundus W.C.R.Watson
    - Rubus erythrops Edees & A.Newton
    - Rubus fissus Lindl.
    - Rubus foliosus Weihe & Nees ex Bluff & Fingerh.
    - Rubus formidabilis Lefèvre & P.J.Müll.
    - Rubus furvicolor Focke
    - Rubus fuscoater Weihe ex Bluff & Fingerh.
    - Rubus fuscus Weihe ex Bluff & Fingerh.
    - Rubus gelertii Frid.
    - Rubus georgicus Focke
    - Rubus glandithyrsos
    - Rubus glanduliger W.C.R.Watson
    - Rubus glandulosus Bellardi
    - Rubus godronii Gren. & Godr.
    - Grabowskis Brombeere (Rubus grabowskii Weihe)
    - Rubus gratus Focke
    - Rubus gremlii Focke
    - Rubus hartmanii Gand.
    - Rubus hirtus Rchb.
    - Rubus hylophilus Ripart ex Genev.
    - Rubus ieri
    - Rubus inermis Pourr.
    - Rubus infestus Weihe es Boenn.
    - Rubus insularis F.Aresch.
    - Schlitzblättrige Brombeere (Rubus laciniatus Willd.)
    - Rubus lamprophyllus Gremli
    - Rubus lespinassei
    - Rubus leucostachys Schleich. ex Sm.
    - Rubus linkianus Ser.
    - Rubus macrophyllus Weihe & Nees
    - Rubus micans Godr. & Gren.
    - Rubus miszczenkoi Juz.
    - Rubus montanus Lib. ex Lej.
    - Rubus moschus Juz.
    - Rubus mucronulatus Boreau
    - Rubus muelleri Lefèvre
    - Fuchsbeere, Halbaufrechte Brombeere (Rubus nessensis Hall)
    - Rubus nitidioides W.C.R.Watson
    - Rubus pedatifolius Genev.
    - Rubus pedemontanus Pinkwart
    - Rubus piceetorum Juz.
    - Rubus plicatus Weihe & Nees
    - Rubus polyanthemus Lindeb.
    - Rubus praecox Weihe ex Rchb.
    - Rubus promachonicus A.Beek
    - Rubus pyramidalis Bab.
    - Rubus radula Weihe ex Boenn.
    - Rubus rhamnifolius Weihe & Nees
    - Rubus rhombifolius Weihe ex Boenn.
    - Rubus rosaceus Weihe & Nees ex Bluff & Fingerh.
    - Rubus rubritinctus W.C.R.Watson
    - Rubus rudis Weihe & Nees
    - Rubus sanctus Schreb.
    - Rubus scheutzii Lindeb. ex Aresch.
    - Rubus schlechtendalii Weihe ex Link
    - Rubus schleicheri Weihe ex Tratt.
    - Rubus senticosus Köhler ex Weihe
    - Rubus separinus Genev.
    - Rubus septentrionalis W.C.R.Watson
    - Rubus slesvicensis Lange
    - Rubus sprengelii Weihe
    - Rubus sulcatus Vest
    - Rubus thyrsiflorus Weihe & Nees ex Bluff & Fingerh.
    - Mittelmeer-Brombeere (Rubus ulmifolius Schott)
    - Rubus vestitus Weihe & Nees
    - Rubus vigorosus P.J.Müll. & Wirtg.
    - Rubus vulgaris Weihe & Nees

  - Sektion Setosi:
    - Rubus glandicaulis Blanch.
    - Rubus missouricus L.H.Bailey
    - Rubus notatus L.H.Bailey
    - Rubus semisetosus Blanch.
    - Rubus setosus Bigelow
    - Rubus stipulatus L.H.Bailey
    - Rubus vermontanus Blanch.

  - Sektion Ursini:
    - Rubus ×loganobaccus L.H.Bailey
    - Rubus ursinus Cham. & Schltdl.

  - Sektion Verotriviales:
    - Rubus lucidus Rydb.
    - Rubus riograndis L.H.Bailey
    - Rubus trivialis Michx.

### Oben nicht eingeordnete Arten (Auswahl)
- Rubus abchaziensis Sudre[8]
- Rubus acanthophyllos Focke
- Rubus acclivitatum W.C.R.Watson[8]
- Rubus accrescens A.Newton[8]
- Rubus aciodontus Lefèvre & P.J.Müll.
- Rubus acridentulus P.J.Müll. ex Boulay
- Rubus acroglotta W.Jansen
- Rubus acutifrons Ley[8]
- Rubus acutipetalus Lefèvre & P.J.Müll.
- Rubus adamsii Sudre[8]
- Rubus adenacanthus  Troelstra, Meijer & A.Beek
- Rubus adenomallus Focke
- Rubus adornatoides H.E.Weber[8]
- Rubus adscitus Genev.[8]
- Rubus adulans A.Beek[8]
- Rubus aenigmaticus Focke
- Rubus aequalidens A.Newton[8]
- Rubus aethiopicus R.A.Graham
- Rubus aetnicus Weston
- Rubus affinis Weihe & Nees
- Rubus aggregatus Kaltenb.
- Rubus aghadergensis D.E.Allen[8]
- Rubus agricastrorum A.Beek
- Rubus alaskensis L.H.Bailey
- Rubus albiflorus Boulay & Lucand[8]
- Rubus albionis W.C.R.Watson[8]
- Rubus allanderi H.Hyl. ex Burén & H.E.Weber[8]
- Rubus almorensis Dunn
- Rubus alnifolius Rydb.[1]
- Rubus alpinus Macfad.
- Rubus altiarcuatus W.C.Barton & Ridd.[8]
- Rubus amamianus Hatus. & Ohwi
- Rubus ambrosius Trávn. & Oklej.[8]
- Rubus amiantinus (Focke) A.Först.[8]
- Rubus amisiensis H.E.Weber[8]
- Rubus amphidasys Focke[1]
- Rubus amphimalacus H.E.Weber[8]
- Rubus amphistrophos (Focke) Sabr.[8]
- Rubus andegavensis Bouvet[8]
- Rubus andicola Focke
- Rubus anglobelgicus D.E.Allen & Vannerom[8]
- Rubus anglofuscus Edees[8]
- Rubus angloserpens Edees & A.Newton [8]
- Rubus angustibracteatus T.T.Yu & L.T.Lu[1]
- Rubus angusticuspis Sudre[8]
- Rubus angustipaniculatus Holub[8]
- Rubus angustisetus (Sudre) Y.Hesl.-Harr.
- Rubus anhaltianus H.E.Weber
- Rubus anisacanthopsis H.E.Weber[8]
- Rubus annamensis Cardot
- Rubus antonii (Borbás) Sabr.
- Rubus apatelus R.Keller
- Rubus apertiflorus P.J.Müll. ex Boulay
- Rubus aphananthus Walsemann ex Martensen
- Rubus aphidifer A.Beek & K.Meijer[8]
- Rubus appropinquatus Plien.
- Rubus apricus Wimm.[8]
- Rubus arabicus (Defleurs) Schweinf.
- Rubus arachnoideus Y.C.Liu & F.Y.Lu[1]
- Rubus arduennensis Lib. ex Lej.[8]
- Rubus argentifrons L.H.Bailey
- Rubus ariconiensis A.Newton & M.Porter[8]
- Rubus aristisepalus (Sudre) W.C.R.Watson[8]
- Rubus armipotens W.C.Barton ex A.Newton[8]
- Rubus arrheniiformis W.C.R.Watson[8]
- Rubus arvinus Lefèvre & P.J.Müll.
- Rubus asperidens Sudre ex Bouvet[8]
- Rubus atrebatum A.Newton[8]
- Rubus atrorubens Wirtg.
- Rubus atrovinosus H.E.Weber[8]
- Rubus austromoravicus Holub[8]
- Rubus austrosinensis Huan C.Wang
- Rubus austroslovacus Trávn.[8]
- Rubus austrotibetanus T.T.Yu & L.T.Lu[1]
- Rubus avaloniensis A.Newton & R.D.Randall[8]
- Rubus azuayensis Romol.
- Rubus babingtonii T.B.Salter[8]
- Rubus bagnallianus Edees[8]
- Rubus balticus (Focke) E.H.L.Krause[8]
- Rubus banghamii Merr.
- Rubus barberi H.E.Weber[8]
- Rubus baronicus A.Beek[8]
- Rubus barrandienicus Holub & Palek[8]
- Rubus bartonianus M.Peck[2]
- Rubus bartonii A.Newton[8]
- Rubus beccarii Focke
- Rubus benguetensis Elmer
- Rubus betckei T.Marsson[8]
- Rubus biloensis A.Newton & M.Porter[8]
- Rubus birmanicus Hook. f.
- Rubus blepharoneurus Cardot
- Rubus bohemiicola Holub & Palek ex Holub[8]
- Rubus bohemopolonicus Trávn. & Ziel.
- Rubus boliviensis Focke
- Rubus bombycinus Matzke-Hajek[8]
- Rubus bonatianus Focke[1]
- Rubus boninensis Koidz.
- Rubus bonus-henricus Matzke-Hajek[8]
- Rubus botryeros (Focke ex W.M.Rogers) W.M.Rogers[8]
- Rubus boudiccae A.L.Bull & Edees[8]
- Rubus boulayi (Sudre) W.C.R.Watson[8]
- Rubus bovinus A.Beek & H.E.Weber[8]
- Rubus bracteosus Weihe ex Lej. & Courtois
- Rubus braeuckeriformis H.E.Weber[8]
- Rubus brasiliensis Mart.
- Rubus brdensis Holub[8]
- Rubus breconensis W.C.R.Watson[8]
- Rubus brevipetiolatus T.T.Yu & L.T.Lu[1]
- Rubus brevistaminosus Edees & A.Newton[8]
- Rubus brigantinus Samp.[8]
- Rubus briggsianus (W.M.Rogers) W.M.Rogers[8]
- Rubus buchtienii Focke
- Rubus bucknallii J.W.White[8]
- Rubus buhnensis (G.Braun ex Focke) G.Braun[8]
- Rubus burkillii Rolfe
- Rubus caeresiensis Sudre & Grav.
- Rubus caesarius D.E.Allen[8]
- Rubus caflischii Focke[8]
- Rubus calcareus P.J.Müll.
- Rubus calophyllus C.B.Clarke[1]
- Rubus calotemnus A.Beek[8]
- Rubus calviformis H.E.Weber
- Rubus calvus H.E.Weber[8]
- Rubus calycacanthus H.Lév.[1]
- Rubus calycinoides Kuntze (non Rubus calycinoides Hayata)
- Rubus calyculatus Kaltenb.[8]
- Rubus cambrensis W.C.R.Watson[8]
- Rubus campaniensis Winkel ex A.Beek[8]
- Rubus canaliculatus P.J.Müll.[8]
- Rubus canduliger Bijlsma & Haveman[8]
- Rubus caninitergi H.E.Weber[8]
- Rubus cantabrigiensis A.L.Bull & A.C.Leslie[8]
- Rubus canterburiensis Edees[8]
- Rubus cantianus (W.C.R.Watson) Edees & A.Newton[8]
- Rubus capricollensis (Sprib.) Sprib.[8]
- Rubus carduelis Matzke-Hajek[8]
- Rubus cartalinicus Juz.[8]
- Rubus casparyi Wirtg.[8]
- Rubus castellarnaui Pau[8]
- Rubus castroviejoi Mon.-Huelin[8]
- Rubus caucasigenus (Sudre) Juz.[8]
- Rubus caudatisepalus Calderón
- Rubus caudifolius Wuzhi[1]
- Rubus cavatifolius P.J.Müll. ex Boulay[8]
- Rubus celticus A.Newton[8]
- Rubus centrobohemicus Holub[8]
- Rubus ceratifolius A.Beek[8]
- Rubus cerdicii D.E.Allen[8]
- Rubus ceticus Halácsy
- Rubus chaerophylloides Sprib.[8]
- Rubus chaerophyllus Sagorski & W.Schultze[8]
- Rubus chaetophorus Cardot
- Rubus chambicus Rolfe
- Rubus chapmanianus Kupicha
- Rubus chenonii Sudre
- Rubus chevalieri Cardot
- Rubus chiliadenus Focke[1]
- Rubus chloocladus W.C.R.Watson[8]
- Rubus chloophyllus Sudre[8]
- Rubus chlorothyrsos Focke
- Rubus choachiensis A.Berger
- Rubus christiansenorum H.E.Weber[8]
- Rubus chrysobotrys Hand.-Mazz.[1]
- Rubus chrysogaeus P.Royen

- Rubus hochstetterorum Seub.
- Klimmeks Brombeere (Rubus klimmekianus Matzk.)
- Nutka-Himbeere (Rubus nutkanus Moc. ex Ser.)
- Kriech-Himbeere (Rubus pentalobus Hayata)
- La-Palma-Brombeere (Rubus palmensis A.Hansen)

### Naturhybriden
Es gibt viele Naturhybriden (Auswahl):
- Rubus ×acer L.H.Bailey
- Rubus ×areschougii A.Blytt
- Rubus ×astarae Gilli
- Rubus ×babae Naruh.
- Rubus ×biformispinus Blanch.
- Rubus ×boyntonii Ashe
- Rubus ×calopalmatus Naruh. & H.Masaki
- Rubus ×castoreus (Laest.) Fr.
- Rubus ×collinus DC.
- Rubus ×dobuniensis Sudre & Ley
- Rubus ×esfandiarii Gilli
- Rubus ×flavinanus Blanch.
- Rubus ×floricomus Blanch.
- Rubus ×fraseri Rehder
- Rubus ×geraniifolius Naruh. & Takano
- Rubus ×grantii Gilli
- Rubus ×hiraseanus Makino
- Rubus ×idaeoides Ruthe
- Rubus ×immanis Ashe
- Rubus ×kajikumaichigo Naruh.
- Rubus ×karakalensis Freyn
- Rubus ×kenoensis Koidz.
- Rubus ×knappianus A.Spiers & J.D.Arm.
- Rubus ×kupcokianus Borbás ex Kupcsok
- Rubus ×masakii Naruh.
- Rubus ×maximowiczii Kuntze
- Rubus ×michinokuensis Fujiw. & Yu.Abe
- Rubus ×miscix L.H.Bailey
- Rubus ×neglectus Peck
- Rubus ×neogardicus Juz.
- Rubus ×nigakuma Oka & Naruh.
- Rubus ×nikaii Ohwi
- Rubus ×novanglicus L.H.Bailey
- Rubus ×ohmineanus Koidz.
- Rubus ×ohtakiensis Naruh.
- Rubus ×ostensus Schmidely
- Rubus ×paxii Focke
- Rubus ×pergratus Blanch.
- Rubus ×permixtus Blanch.
- Rubus ×propinquus Richardson
- Rubus ×pseudochingii Naruh. & H.Masaki
- Rubus ×pseudoyoshinoi Naruh. & H.Masaki
- Rubus ×recurvicaulis Blanch.
- Rubus ×ribifolius Siebold & Zucc.
- Rubus ×rixosus L.H.Bailey
- Rubus ×seminepalensis Naruh.
- Rubus ×suspiciosus Menezes
- Rubus ×tawadanus Koidz.
- Rubus ×thuillieri Poir. ex Steud.
- Rubus ×toyorensis Koidz.
- Rubus ×tranzschelii Juz.
- Rubus ×trifrons Blanch.
- Rubus ×wisconsinensis L.H.Bailey
- Rubus ×yatabei Focke
- Rubus ×yenosimanus Koidz.

## Gärtnerisch entstandene Hybriden
- Taybeere (Rubus fruticosus × Rubus idaeus)
- Loganbeere (Rubus × loganobaccus L.H.Bailey)
- Boysenbeere (Rubus ursinus × Rubus idaeus)

## Weiterführende Literatur
- Ayana Okada, Satoshi Kikuchi, Yoichiro Hoshino, Hisato Kunitake, Makiko Mimura: Phylogeny and trait variation of Japanese Rubus subgenus Ideaobatus. In: Scientia Horticulturae, Volume 264, April 2020, S. 109–150. doi:10.1016/j.scienta.2019.109150
- M. Sochor,B. Trávníček, J. C. Manning: Biosystematic revision of the native and naturalised species of Rubus L. (Rosaceae) in the Cape Floristic Region, South Africa. In: South African Journal of Botany, Volume 118, September 2018, S. 241–259. doi:10.1016/j.sajb.2018.07.015
- Xianhua Xiong, Meng Li, Tongjun Liang, Wen-Bin Ju, B. O. Xu, L. I. Zhang, Xinfen Gao: Lectotypification of fifteen names of Rubus L. (Rosaceae) mainly from the Hengduan Mountains, China. In: Phytotaxa, Volume 391, Issue 2, Februar 2019, S. 150–154. abstract, Volltext, doi:10.11646/phytotaxa.391.2.10
- J. L. Reveal: Lexicon of infrageneric names in Rubus (Rosaceae: Rubeae). In: Kew Bulletin, Volume 69, 2014, 9524. doi:10.1007/s12225-014-9524-y